# GRES Beija-Flor
El Grêmio Recreativo Escola de Samba Beija-Flor de Nilópolis (o simplemente Beija-Flor) es una escuela de samba brasileña del municipio de Nilópolis, que participa en el carnaval de la ciudad de Río de Janeiro. La sede de la escuela se encuentra en la rúa Pracinha Wallace Paes Leme 1025, en el centro de Nilópolis, en la Baixada Fluminense. Fue fundada el 25 de diciembre de 1948 como "Bloco Associação Carnavalesca Beija-Flor". Entre sus fundadores están Milton de Oliveira (Negão da Cuíca), Edson Vieira Rodrigues (Edinho do Ferro Velho), Valentim Lemos, Helles Ferreira da Silva, Hamilton Floriano, José Fernandes da Silva, los hermanos Mário Silva y Walter da Silva y doña Eulália, que sugirió el nombre Beija-Flor, inspirada en el Rancho Beija-Flor, donde desfilaba cuando era más joven. Los colores de la escuela son el azul y el blanco, y su símbolo es el pájaro beija-flor. Portela es la escuela madrina de Beija-Flor, cuyos apodos son "A Deusa da Passarela" (en español: "La diosa de la pasarela") y "Maravilhosa e Soberana".
Beija-Flor es la tercera mayor vencedora del carnaval de Río de Janeiro sólo por detrás de Portela y Mangueira. Posee quince títulos de campeón, conquistados en los años 1976, 1977, 1978, 1980, 1983, 1998, 2003, 2004, 2005, 2007, 2008, 2011, 2015, 2018 y 2025, siendo la escuela que más ganó en la "era del sambódromo".  La escuela también fue subcampeona en otras trece ocasiones (1979, 1981, 1985. 1986, 1989, 1990, 1999, 2000, 2001, 2002, 2009, 2013 y 2022). Comenzó desfilando como bloco hasta que, en 1954, se convirtió en escuela de samba. Ese mismo año, ganó la segunda división del carnaval. En los años siguientes, fluctuó entre las tres divisiones del Carnaval de Río.
La historia de la escuela cambió completamente con la llegada del diseñador de carnaval Joãosinho Trinta para el carnaval de  1976. Con el apoyo financiero del bicheiro Anísio Abraão David, el Trinta inauguró una nueva etapa en la estética del carnaval con grandes alegorías y trajes fastuosos, conquistando tres títulos consecutivos en sus tres primeros años en la escuela.  Con Joãosinho, Beija-Flor conquistó dos títulos más y realizó desfiles emblemáticos que no ganaron campeonatos, como "O Mundo É Uma Bola" (1986), en el que desfiló bajo un fuerte aguacero que inundó el sambódromo; y "Ratos e Urubus, Larguem Minha Fantasia" (1989), comúnmente catalogado por los expertos como uno de los mejores desfiles de la historia del carnaval.  En 1998, el director de Carnaval Laíla creó una Comisión de Carnaval, que ha tenido varias formaciones diferentes a lo largo de los años, ganando nueve campeonatos para la escuela. Además de Anísio, Joãosinho y Laíla, la escuela ha tenido otras personalidades notables en su historia, como el compositor Cabana; el cantante Neguinho da Beija-Flor (intérprete oficial de la escuela durante más de cuarenta años ininterrumpidos); y la pareja de mestre-sala y porta-bandeira Claudinho y Selminha Sorriso.
Entre las sambas clásicas de la escuela se encuentran: "Sonhar com Rei Dá Leão" (1976); "A Criação do Mundo na Tradição Nagô" (1978); "A Saga de Agotime" (2001); "Áfricas - Do Berço Real à Corte Brasiliana" (2007); y "Monstro É Aquele Que Não Sabe Amar - os Filhos Abandonados da Pátria Que Os Pariu" (2018). A lo largo de los años, Beija-Flor ha recogido premios y honores. La escuela es una de las mayores ganadoras del Estandarte de Ouro, considerado el "Óscar del Carnaval", además de contar con varios premios más. En 2022, Beija-Flor fue declarada patrimonio cultural inmaterial del estado de Río de Janeiro.